# Die Ente klingelt um ½ 8
Die Ente klingelt um ½ 8 ist ein deutsch-italienischer Spielfilm mit Heinz Rühmann in der Hauptrolle. Als Vorlage diente die dänische Erzählung Vi er allesammen tossede von Aage Stentoft. Regie führte Rolf Thiele, die Uraufführung war am 13. September 1968 in mehreren Städten.

## Handlung
Der Computer-Ingenieur Dr. Alexander hat es eilig, von der Arbeit nach Hause zu kommen, da pünktlich um halb acht die Bratente in seinem automatisierten Ofen fertig sein wird. Als er im Stau steht und aufgehalten wird, nimmt er kurzerhand eine Abkürzung über einen Güterbahnhof. Dort gastiert gerade ein Wanderzirkus, und Dr. Alexanders Auto wird von einem der Zirkuselefanten demoliert. 
Er setzt die Fahrt fort, wird aber kurz darauf von der Polizei angehalten und aufgefordert, den Schaden an seinem Fahrzeug zu erklären. Da er den Weg über den Bahnhof aus Angst vor einer Strafe nicht preisgeben möchte, erzählt er den Polizisten lediglich, dass er mit einem Elefanten zusammengestoßen sei. Diese Äußerung zusammen mit seiner Aussage, er müsse dringend nach Hause, denn die Ente klingele um halb acht, lassen die Polizisten an seinem Geisteszustand zweifeln. Sie wollen eine Alkoholkontrolle durchführen, die Dr. Alexander verweigert. Er wird auf die Wache mitgenommen, wo er auch alle weiteren Tests verweigert und seine Aussagen wiederholt. Er wird von einem Polizeiarzt ruhiggestellt und in eine Nervenheilanstalt gebracht. 
Dort versucht er zunächst freizukommen, indem er die Wahrheit erzählt; doch erst als er beginnt, sich tatsächlich wie ein Verrückter aufzuführen, kommt Bewegung in die Sache. Am Ende wird er von einem Richter freigesprochen, den er in der Anstalt kennengelernt hat. Denn dieser spielt mehrmals im Jahr „verrückt“, um ein paar Tage in der Klinik in Ruhe lesen zu können.

## Kritiken
Das Lexikon des internationalen Films schreibt: „Aufwendige, mit vielen Plattheiten und Anzüglichkeiten ausgestattete Parodie, beachtlich gespielt von Heinz Rühmann.“ Auch der Evangelische Film-Beobachter hält nicht viel von dem Streifen, lobt aber den Hauptdarsteller: „Sehr enttäuschend. Aber von dem sexversessenen Rolf Thiele war wohl nichts anderes zu erwarten. Leider bildet jedoch auch das zu sehr im Seriösen angesiedelte Anspielen des guten Hauptdarstellers gegen den leidigen, mittlerweile bis zum Überdruß praktizierten Trend des Regisseurs einen Stilbruch. Für Erwachsene (ohne jede Empfehlung).“